# Křimovský potok
Křimovský potok je vodní tok v Krušných horách na severozápadě Čech v okrese Chomutov, přítok Chomutovky. Potok je dlouhý 6,3 kilometru, plocha povodí měří 11,8 km² a průměrný průtok u ústí je 0,1 m³/s.
Pramení v  nadmořské výšce 826 m jeden kilometr jihovýchodně od Hory Svatého Šebestiána. Teče k jihovýchodu a později k východu, severně od Křimova klesá do hlubokého údolí, přijímá zleva Menhartický potok a vlévá se zprava do Chomutovky v nadmořské výšce 390 metrů u Třetího mlýna v Bezručově údolí.
Na říčním kilometru 1,21 stojí hráz vodní nádrže Křimov.